# عبدالحسینی
عبدالحسینی، روستایی از توابع بخش مرکزی شهرستان دلفان در استان لرستان ایران است.

## جمعیت
این روستا در دهستان خاوه جنوبی قرار دارد و براساس سرشماری عمومی نفوس و مسکن ایراندر سال ۱۳۹۵، جمعیت آن ۸۴۳ نفر ۳۲۸خانوار برآورد شده است.